# Tolpia hainanensis
Tolpia hainanensis là một loài bướm đêm thuộc họ Erebidae. Nó được tìm thấy ở Hải Nam in Trung Quốc.
Sải cánh dài khoảng 14 mm. Cánh sau màu nâu xám. Phía dưới nâu đồng nhất.